# Bryant Stith
Bryant Lamonica Stith (Emporia, 10 december 1970) is een Amerikaans voormalig basketballer en huidig basketbalcoach.

## Carrière
Stith speelde van 1988 tot 1992 collegebasketbal voor de Virginia Cavaliers. In 1990 speelde hij voor de Amerikaanse nationale ploeg op het wereldkampioenschap waar ze derde werden en op de Goodwill Games waar ze een zilveren medaille veroverde. Hij werd in 1992 gedraft door de Denver Nuggets als 13e in de eerste ronde van de NBA draft dat jaar. In zijn eerste seizoen bij de Nuggets speelde hij 39 wedstrijden waarvan twaalf als starter. Hij miste veel wedstrijden door een breuk in zijn voet in november 1992 en een breuk in zijn hand in april 1993. Het volgende seizoen wist hij een basisplaats af te dwingen en speelde alle 82 wedstrijden als starter. Denver haalde de play-offs en bereikte de tweede ronde waarin ze onderuit gingen tegen de Utah Jazz. In zijn derde seizoen voor de Nuggets haalde ze opnieuw de play-offs maar gingen ze onderuit in de eerste ronde. Stith speelde een groot deel van het seizoen als starter maar verloor uiteindelijk die startersplek.
In het seizoen 1995/96 wist hij die startersplek opnieuw te veroveren en speelde opnieuw 82 wedstrijden waarvan 77 als starter. Denver haalde de play-offs dat jaar niet. Het seizoen 1996/97 speelde hij maar 52 wedstrijden en miste de rest door blessures. In de daaropvolgende seizoenen kon Stith zich niet meer in de ploeg werken en werd geplaagd door blessures. In oktober 2000 werd hij samen met Chris Herren naar de Boston Celtics geruild voor Calbert Cheaney en Robert Pack. Hij speelde een seizoen voor de Celtics en deed dat als starter. In augustus tekende hij een contract bij de Cleveland Cavaliers en speelde dat seizoen 50 wedstrijden voor hen voornamelijk als invaller. In juli 2002 werd hij samen met Andre Miller geruild naar de Los Angeles Clippers voor Harold Jamison en Darius Miles. Hij zou nooit een wedstrijd voor de Clippers spelen want in oktober 2002 werd zijn contract ontbonden en stopte hij als profbasketballer.
In 2003 werd hij coach van zijn oude high school, Brunswick HS en bleef er coach tot in 2013. In 2013 werd hij assistent bij Old Dominion waar hij ook zijn zoons zou coachen en bleef er tot in 2022. In 2022 werd hij assistent-coach bij UNC Greensboro.
Stith was daarnaast ook eigenaar van een NASCAR-team Team SCORE Motorsports samen met Hermie Sadler.

## Erelijst
- Wereldkampioenschap: 1990
- Goodwill Games: 1990
- Nummer 20 teruggetrokken door de Virginia Cavaliers
- Virginia Sports Hall of Fame: 2007[9]

## Privéleven
Stith heeft vier kinderen, waarvan twee zoons (Brandan Stith en B.J. Stith) ook profbasketballer werden. Echter waren zij niet zo succesvol als hun vader.

## Statistieken

### Regulier seizoen
| Seizoen  | Team                | WG  | WS  | MPW  | 2P%  | 3P%  | FW%  | RPW | APW | SPW | BPW | PPW  |
| -------- | ------------------- | --- | --- | ---- | ---- | ---- | ---- | --- | --- | --- | --- | ---- |
| 1992/93  | Denver Nuggets      | 39  | 12  | 22,2 | 44,6 | 0,0  | 83,2 | 3,2 | 1,3 | 0,6 | 0,1 | 8,9  |
| 1993/94  | Denver Nuggets      | 82  | 82  | 34,8 | 45,0 | 22,2 | 82,9 | 4,2 | 2,4 | 1,4 | 0,2 | 12,5 |
| 1994/95  | Denver Nuggets      | 81  | 51  | 28,8 | 47,2 | 29,4 | 82,4 | 3,3 | 1,9 | 1,1 | 0,2 | 11,2 |
| 1995/96  | Denver Nuggets      | 82  | 77  | 34,3 | 41,6 | 27,7 | 84,4 | 4,9 | 2,9 | 1,4 | 0,2 | 13,6 |
| 1996/97  | Denver Nuggets      | 52  | 52  | 34,4 | 41,6 | 38,5 | 86,3 | 4,2 | 2,6 | 1,2 | 0,4 | 14,9 |
| 1997/98  | Denver Nuggets      | 31  | 15  | 23,2 | 33,3 | 20,8 | 87,2 | 2,1 | 1,6 | 0,7 | 0,3 | 7,6  |
| 1998/99  | Denver Nuggets      | 46  | 32  | 26,0 | 39,3 | 29,2 | 85,9 | 2,3 | 1,8 | 0,6 | 0,3 | 7,0  |
| 1999/00  | Denver Nuggets      | 45  | 6   | 15,4 | 45,5 | 30,4 | 83,1 | 1,9 | 1,4 | 0,4 | 0,3 | 5,6  |
| 2000/01  | Boston Celtics      | 78  | 74  | 32,1 | 40,1 | 37,6 | 84,5 | 3,6 | 2,2 | 1,2 | 0,2 | 9,7  |
| 2001/02  | Cleveland Cavaliers | 50  | 5   | 13,3 | 37,2 | 35,3 | 84,6 | 1,7 | 0,8 | 0,6 | 0,1 | 4,2  |
| Carrière | Carrière            | 586 | 406 | 28,0 | 42,4 | 32,9 | 84,1 | 3,4 | 2,0 | 1,0 | 0,2 | 10,1 |

### Play-offs
| Seizoen  | Team           | WG | WS | MPW  | 2P%  | 3P%  | FW%  | RPW | APW | SPW | BPW | PPW  |
| -------- | -------------- | -- | -- | ---- | ---- | ---- | ---- | --- | --- | --- | --- | ---- |
| 1993/94  | Denver Nuggets | 12 | 12 | 34,4 | 42,2 | 0,0  | 83,3 | 4,7 | 2,2 | 0,9 | 0,2 | 11,3 |
| 1994/95  | Denver Nuggets | 3  | 1  | 28,3 | 53,1 | 16,7 | 78,9 | 3,0 | 2,3 | 0,3 | 0,3 | 16,7 |
| Carrière | Carrière       | 15 | 13 | 33,2 | 44,8 | 14,3 | 82,3 | 4,3 | 2,2 | 0,8 | 0,2 | 12,4 |